# Euclichthys polynemus
Euclichthys polynemus is een straalvinnige vissensoort uit de familie van de Euclichthyidae. De wetenschappelijke naam van de soort werd in 1926 postuum gepubliceerd door Allan Riverstone McCulloch.